# Wraith (Marvel Comics)
Wraith (en español: Espectro) es el nombre en clave de cuatro personajes ficticios no relacionados que aparecen en los cómics estadounidenses publicados por Marvel Comics. También es el apellido del personaje John Wraith.

## Historial de publicaciones
La versión de Wraith de Brian DeWolff apareció por primera vez en Marvel Team-Up # 48 y fue creada por Bill Mantlo y Sal Buscema.
La versión de Wraith de Hector Rendoza apareció por primera vez en Uncanny X-Men # 392 y fue creada por Scott Lobdell y Salvador Larroca.
La versión Zak-Del de Wraith apareció por primera vez en Annihilation Conquest: Wraith # 1 y fue creada por Javier Grillo-Marxuach y Kyle Hotz.
La versión de Wraith de Yuri Watanabe aparece por primera vez en The Amazing Spider-Man # 600 y fue creada por Dan Slott y John Romita Jr.

## Biografía

### Brian DeWolff
Brian DeWolff fue un ex patrullero del Departamento de Policía de Nueva York que fue asesinado por delincuentes y rescatado por su padre, el ex comisionado Phillip DeWolff. Determinado a ver a su hijo, que se volvió catatónico, sobrevivir, Phillip recurrió al uso de tecnologías experimentales para restaurar la salud de Brian. Durante el proceso de restauración, Brian y Phillip fueron expuestos accidentalmente al rayo de la maquinaria; este proceso le dio a Brian habilidades psionic, incluida la capacidad de leer mentes, inducir ilusiones en las mentes de los demás, proyectar rayos de fuerza psiónica y controlar la mente de otra persona (pero solo puede controlar una mente a la vez), pero también relacionarlo mentalmente con su padre y lo dejó susceptible a su dominación mental. Bajo el control psiónico de Phillip, Brian (como el Wraith) operó como vigilante, matando a varios criminales y civiles inocentes por su decreto de padre insano. Luchó contra Spider-Man, Iron Man, Doctor Strange y su hermana Jean DeWolff hasta que fue derrotado por Spider-Man y Iron Man.
Durante su juicio, Brian cayó bajo la posesión mental de Phillip una vez más, pero Phillip fue derrotado por el Doctor Strange y Iron Man. Strange revivió la conciencia del Wraith y se reunió con su hermana, Jean. Una vez dominado y las verdaderas circunstancias reveladas, Brian recuperó su voluntad independiente y fue declarado inocente de los crímenes; su padre fue a prisión. El Wraith se convirtió en un aventurero disfrazado y se unió a Iron Man, Jean y otros en la lucha contra Midas. También ayudó a Spider-Man y Iron Man contra Whiplash y Maggia.
Cuando su hermana Jean fue asesinada por el Comepecados (que también era un policía, muy parecido a Brian), el Wraith enloqueció de dolor y decidió vengarse de todo el Departamento de Policía de Nueva York. Cuando llegó a la estación de policía, el Azote del Inframundo le disparó, disfrazado de policía e intentando asesinar a Flash Thompson. Su forma original fue destruida, pero más tarde transfirió su mente al cuerpo de otra. Dirigió el Vampire's Lair Club contra la policía, pero fue asesinado nuevamente por Morbius, el Vampiro Viviente.
Wraith fue más tarde uno de los diecisiete criminales asesinados por el Azote que fueron resucitados por Capucha utilizando el poder de Dormammu como parte de un escuadrón reunido para eliminar al Punisher. Mientras el Wraith estaba explorando la ciudad, el Punisher le disparó en el cofre con una flecha.

### Hector Rendoza
Héctor Rendoza vivía en Boston cuando sus poderes mutantes se manifestaron a la edad de dieciséis años. Una gran multitud se formó en Boston Common, muchos que conocían a Héctor cuando no era translúcido, con la intención de matarlo. Jean Grey congeló a la multitud con sus poderes telepáticos y recluta a Héctor. Él es uno de los muchos que reúne (incluidos Northstar, Omertà, Dazzler y Sunpyre) para ayudar a rescatar a los X-Men de Genosha, donde están en poder de Magneto.
Se demostró que estaba decaído.

### Zak-Del
Wraith (Zak-Del) es un personaje de ficción en el universo de Marvel Comics. Aunque Wraith aparece por primera vez en el prólogo como una visión,su primera aparición física fue en Annihilation Conquest: Wraith # 1 en "Annihilation Conquest"
Wraith es el hijo del científico Kree Sim-Del, que creó una fuente de energía suficiente para "iluminar una galaxia entera". La sociedad de Kree lo desterró, pero continuó su trabajo, usando la fuente de energía para convertir el estéril planetoide que habitaba en un paraíso. El Kree entonces simplemente lo destruyó a él, a su esposa, y todo rastro de su trabajo. Sin embargo, su hijo fue expulsado en una nave de escape. La nave se desplazó hacia The Exoteric Latitude, el espacio de los Sin Nombre, una rama de los Kree que una vez fueron exploradores Kree antiguos que se perdieron hace miles de años y sus cuerpos fueron invadidos por el Exolon, parásitos que se alimentan de las almas de las criaturas vivientes. Los Sin Nombre convirtieron a Zak-Del en uno de ellos y rápidamente se infectaron con el Exolon. Como se había convertido en un Sin Nombre, fue sometido a infinidad de torturas autoinfligidas, ya que esta es la única forma en que un Sinnombre puede recordar su vida antes de perder su alma. Estaba obsesionado con la imagen del anillo de sello usado por el hombre que mató a sus padres, y eso es lo que lo lleva al espacio de Kree: a cazar a ese hombre. Wraith derrotó al líder de los Sin Nombre y robó su arma polimórfica y un barco que se transportó para viajar de regreso a la galaxia para perseguir al hombre. Aunque su tiempo con los Innombrables lo hizo bastante frío y muestra una eficiencia brutal como luchador, Wraith conserva algunos estándares pragmáticos pero morales.
Wraith se ve por primera vez cuando incapacita a todo un crucero de batalla Phalanx, llamando la atención tanto de la Falange como de las fuerzas de la Resistencia lideradas por Ra-Venn que se les opone. Como pudo hacer que la Falange sintiera miedo, ambas partes deseaban agregarlo a sus filas. Él es rastreado por la Falange hasta la base de la resistencia, y al permitirles escapar, es capturado y llevado ante Ronan el Acusador, jefe del imperio Kree desde el final de la Guerra de Aniquilación, ahora esclavo y Jefe Inquisidor de la Falange. Aunque Ronan somete a Wraith a todo tipo de horribles torturas, infligiendo más dolor del que Kree podría soportar, Wraith se niega a abandonar sus orígenes, lo que finalmente provocó que Ronan enfurecido intentara empalarlo con una gran púa. Wraith simplemente se detiene e inmediatamente sana. Ronan afirma que debido a su aparente inmunidad al dolor, él no es Kree, es otra cosa, como un espectro. Esto divierte al hijo de Sim-Del, y decide que Wraith es un nuevo nombre adecuado para él. Luego divulga sus orígenes e indica que se compadece de Ronan porque es un esclavo. El Acusador decide que la mayor tortura que podría infligir sería convertir a Wraith en esclavo de la Falange para siempre, e inmediatamente infecta a Wraith con la tecnología Phalanx.
Wraith no sucumbe, sin embargo, y simplemente se pone en estado de coma, lo que enfurece a Ronan personalmente y molesta a la Falange. Una visión de Sim-Del en la mente de Wraith lo convence de continuar luchando, ya que solo el castigo del hombre con el anillo de sello podría liberar el espíritu de él y de su esposa. Su padre también lo convence de que no puede encontrar al hombre solo, por lo que Wraith consigue la ayuda de Super-Skrull y Praxagora. El trío escapa y se encuentra con la Resistencia, salvándolos de un buque de guerra Phalanx. Aunque tiene interés en la guerra con la Falange, Wraith acepta la oferta de unirse a la Resistencia y luchar contra la Falange a cambio de su ayuda para rastrear a las personas que asesinaron a su familia. Con Wraith y la asistencia de la tripulación, la rebelión logra capturar a un científico de Phalanx que tiene información sobre la súper arma de la Falange. Después de determinar el punto de despliegue y el momento del ataque, la flota lanza una misión suicida para entregar a Wraith, Super-Skrull y Praxagora a la escena, donde se infiltran en la flota Phalanx y encuentran el arma, una Inteligencia Suprema infectada por Falange.
Aquí Wraith vuelve a ver el espíritu de su padre, hablando a través de la Inteligencia, quien le ordena que no detenga el arma, sino que la active, y luego libere el Exolon y absorba el alma del Supremo, no solo salve al Kree, sino que también golpe masivo a la Falange. A pesar de la interferencia de Ronan, Wraith se las arregla para lograr esto, y convence a Ronan para que supere su vergüenza y lidere a los Kree contra sus captores. Él mismo permanece con la resistencia, sin revelar lo que realmente ha hecho, para luego usar el alma de la Inteligencia Suprema para convertirse en un faro de esperanza para la gente.

### Yuri Watanabe
Yuri Watanabe es el cuarto y más reciente personaje que toma el manto de Wraith. Ella aparece por primera vez en The Amazing Spider-Man # 600 como ella misma, una capitana en el Departamento de Policía de Nueva York (NYPD). El personaje fue creado por Dan Slott y John Romita Jr.
En The Amazing Spider-Man # 663, aparece un nuevo Wraith, dirigido al sindicato criminal de Señor Negativo. Durante uno de estos ataques, el Wraith se desenmascara para revelar la cara de Jean DeWolff, que luego se reveló como una máscara de camaleón. Más tarde se reveló que Wraith es realmente Watanabe, pretendiendo ser el fantasma de DeWolff para asustar a los criminales a los que apunta.
Wraith acompaña a Carlie Cooper al Grand Tauró, donde persiguen a Antoine Morant, un banquero de notorios criminales, en busca de información sobre la cuenta bancaria secreta de Superior Spider-Man (la mente del Doctor Octopus en el cuerpo de Spider-Man). Carlie y el Wraith alcanzan a Morant, quien estaba destrozando algunos documentos por miedo. Carlie atrapa el documento, descubriendo que en realidad es todo el equipo y la tecnología para Arach-nauts y el orden para sus Spiderlings, todos provenientes de la cuenta secreta del Doctor Octopus, poniendo a Carlie un paso más cerca de la evidencia que necesita para revelar el secreto de Superior Spider-Man de una vez por todas.
Después de que Carlie es secuestrada por el Duende Verde, Yuri investiga a Otto más con la esperanza de encontrar el paradero de Carlie. Ella se enfrenta a Otto durante el ataque de la Nación Duende para obtener información sobre Carlie, pero es noqueada por la transformada Carlie. Luego ayuda a los Vengadores y Cardiac contra el Caballero Duende, y son asistidos por Spider-Man (que ahora es Peter Parker nuevamente).
En la historia de "Spiral", la fe de Yuri en el sistema de justicia se rompe cuando Tombstone sale de la cárcel después de que el jefe del crimen fue responsable de matar a su mentor durante un tiroteo entre su pandilla y la policía. Ella recibe pruebas fotográficas del Sr. Negative de que la persona que lo liberó, el juez Howell, fue uno de los clientes de Tombstone y arresta al juez sin ponerse en contacto con el CSI después de obtener más pruebas como Wraith con Spider-Man. Mientras se avecina una guerra criminal en los recintos locales, ella sigue recibiendo consejos del Sr. Negativo sobre dónde se reúnen grandes señores del crimen como Hammerhead y Rey Duende para que ella y Spider-Man puedan derrotarlos.
Spider-Man ve a Yuriko recibiendo información del Sr. Negativo sobre un brote que está a punto de ocurrir en la Isla Ryker. Él y Wraith van a detener a Black Cat y los Enforcers. Ella derrota a los Enforcers y descubre que Howell ha sido apuñalado en prisión. Spider-Man la encuentra con un arma después de escuchar un disparo y una Tombstone herida, pero fue enmarcada por uno de los hombres de Mr. Negative. Ella se enfrenta al Sr. Negativo después de que él no logra hacer un trato con el maestro de ceremonias, donde revela que él conoce su identidad secreta, tomando la pista de los Espectros y Spider-Man que aparecen en una reunión del jefe del crimen cada vez que informa a Yuri. Al día siguiente, el jefe le dice que su carrera terminó cuando Howell murió por la herida de arma blanca, lo que no hubiera sucedido si hubiera tardado tanto como el jefe le dijo que lo hiciera. Esa noche, ella y Spider-Man van tras el Circo del Crimen, pero se dan cuenta de que el Sr. Negativo la recuperó, y se enamoró de ella a pesar de las advertencias de Spider-Man. Por enojo, mata a uno de los hombres de Negativo y afirma que Yuriko está muerta mientras el Wraith vive. Durante la guerra de pandillas en el tercer precinto, se enfrenta al Sr. Negativo, decidido a matarlo. Negativo se escapa mientras Wraith derrota a sus hombres. Spider-Man llega para tratar de convencerla de cambiar sus costumbres, pero ella prefiere no estar más atada a la ley y lo golpea para ir tras el Sr. Negativo. Negativo corrompe a un grupo de transeúntes, pero antes de que pueda luchar contra ellos, Spider-Man la agarra para evitar daños a los civiles con el cerebro lavado, noquea a Wraith, la atrapa y derrota al Sr. Negativo. Cuando regresa, Yuri escapa de la red y solo toma su máscara, dejando atrás el resto del disfraz.

## Poderes y habilidades
La versión de Wraith de Brian DeWolff posee una variedad de poderes psiónicos como efecto de la energía de la tecnología avanzada adquirida por Phillip DeWolff. El Wraith tenía la capacidad psiónica de controlar la mente de otra persona a la vez. Tenía la capacidad de hacer ilusiones indiscernibles de la realidad en las mentes de una o más personas al mismo tiempo, haciendo que la realidad pareciera cambiar o hacerse invisible. También tenía la capacidad psiónica de inducir dolor mental en otros equivalente al dolor físico que sería causado por lo que percibían sin causar daño físico a su víctima, la capacidad telepática de leer mentes y la capacidad psiónica de afectar la mente de Spider-Man. de tal manera que se proteja de la detección por el "sentido de araña" de este último. También llevaba una pistola de humo de origen desconocido.
La versión de Wraith de Hector Rendoza puede convertir su piel o la piel de otros en translúcida.
La versión Zak-Del de Wraith posee un arma polimórfica no identificada que puede tomar una variedad de formas, incluyendo un arma de fuego, un látigo y una cuchilla pequeña, y aparentemente posee la capacidad de desactivar / desarmar otras armas. También demostró una misteriosa habilidad para viajar por el aire desde la azotea a la azotea de los edificios, aunque lo que estaba haciendo o cómo no se revelaba. Debido a los parásitos de Exolon que infectan y mantienen su cuerpo, posee una mayor velocidad, fuerza y agilidad, así como la capacidad de curarse a sí mismo incluso de las heridas más atroces. Él también no envejece y no puede morir, al menos no de ninguna manera mostrada. Al convocar enjambres de Exolon, puede manifestar lo que parece ser oscuridad. Debido a que el Exolon se alimenta de las almas, aparecen enjambres de ello, al menos para la Falange, como el alma expuesta de un ser vivo.

## En otros medios

### Televisión
- La versión Zak-Del de Wraith aparece en Guardians of the Galaxy, con la voz de Jeff Bennett. En esta serie, Wraith inicialmente tiene una apariencia Kree más normal, pero gradualmente se parece más a su versión cómica en cada una de sus apariciones, y hay referencias a los parásitos de Exolon en su cuerpo. 
  - En el episodio de la temporada 1, "El Juicio de Gamora", es el primer oponente de Gamora en las pruebas en las que Ronan el Acusador tiene al Gran Maestro transmitido desde su estación espacial Conjunción. Su historia de fondo es que Gamora trajo al padre de Wraith y su invento a Ronan el Acusador, que tenía planes de usar la invención como arma, solo para que el padre de Wraith se arrojara a sí mismo y al invento en el agujero negro más cercano. Gamora fue capaz de derrotarlo y tomar su arma polimórfica. Cerca del final del episodio, Wraith, Jarhead y una bestia elemental confrontaron a Ronan el Acusador y Nebula para vengarse de ellos cuando se dieron cuenta de que Gamora estaba actuando bajo las órdenes de Ronan el Acusador y que no era la culpable.
  - En el episodio de la temporada 2 "Solo una Broma", revela que Wraith tiene una reputación como asesino y cazador de recompensas que se especializa en armas polimórficas. Después de ser arrestado por Nova Corps, y el resto de los Guardianes intentan saquear su guarida abandonada, solo para encontrarse con una peligrosa arma de Tactigon (que en realidad fue un desastre que Yondu plantó para bromear con Star-Lord) que automáticamente inicia su programa de detonación. Mientras los Guardianes intentan colocar el arma en un contenedor de estasis de tiempo en Xandar. En la base Nova, Wraith ya salió de su celda y se encontró con el equipo. Enojado de que saqueen su alijo de armas, Wraith se pelea con ellos y exige que le digan lo que le quitaron. Durante la pelea, Wraith revela que no tiene conocimiento del arma que tenían antes de ser congelados por Star-Lord. Después de que el arma desatara una simple pero potente bomba de sumidero, Wraith fue presuntamente escoltado hasta su celda o pudo escapar durante el caos.
  - En el episodio de la temporada 3 "El dinero lo cambia todo", Rocket Raccoon compite con Wraith en aprehender al estafador alienígena Ichthyo Pike. A lo largo del episodio, Wraith alude a los parásitos de Exolon que habitan en su cuerpo y muestra los poderes que le otorgan mientras lucha con Rocket sobre Pike. Mientras que Rocket pudo llevar a Pike a Nova Corps, Irani Rael afirma que los sensores de su vida no detectaron a Wraith y afirma que Rocket Raccoon tendrá que trabajar para teletransportar la sede central de Nova Corps a Xandar. Como Rocket Raccoon secuestra una nave de Nova Corps para encontrar más recompensas para pagar la deuda, Wraith planea reclamar la recompensa en la cabeza de Rocket. En el episodio "Gotta Get Outta Place", Wraith hace un cameo como uno de los muchos testigos convocados por Phyla-Vell. para testificar contra los Guardianes de la Galaxia después de que fueron acusados por un crimen en el Monumento de la Justicia de Kree.
- Yuri Watanabe aparece en la segunda temporada de Spider-Man, episodio, "Bring on the Bad Guys" Pt. 4, expresada por Sumalee Montano.[26] Esta versión es la jefa de policía. Ella aparece por primera vez en una conversación televisada con J. Jonah Jameson sobre Spider-Man robando el banco. Cuando Spider-Man encuentra a Yuri en el callejón, el es en realidad el Camaleón disfrazado. Cuando Spider-Man persigue a Cameleón al Daily Bugle donde es capturado por J. Jonah Jameson y Stan el Camerero, Yuri llega cuando Cameleón se hace pasar por J. Jonah Jameson. Cuando Cameleón es expuesto y derrotado, Yuri agradece a Spider-Man que se va antes de que lo lleven a la estación para responder algunas preguntas. Cuando a Jameson le molesta que se le agradezca a Spider-Man, Yuri dice que lo único que importa es el Camaleón.

### Videojuegos
- La versión de Wiraith de Yuri Watanabe es un personaje jugable en Spider-Man Unlimited.
- La versión Zak-Del de Wraith aparece en Marvel: Avengers Alliance 2.[27]
- La versión de Zak-Del de Wraith aparece en Minecraft como una capa de DLC en el Paquete de piel de Guardianes de la Galaxia.[28]
- La Capitána Yuri Watanabe aparece como un NPC en Spider-Man,[29] con la voz de Tara Platt. Ella es una Capitana de la Policía de Nueva York que Spider-Man a menudo ayuda a contener la situación, y las dos trabajan juntas para reducir el crimen en Nueva York. En el DLC "Turf Wars" del juego, Yuri es empujada a su punto de ruptura cuando los intentos de la policía de capturar a Hammerhead causan la muerte de muchos de sus oficiales. A través de archivos cifrados, Spider-Man aprendió de Mary Jane que Yuri es una policía de tercera generación cuyo padre estaba en la nómina de Hammerhead y arrestado. Esto hizo que Yuri pasara la siguiente década apuntando a la pandilla de Hammerhead. Luego de que Hammerhead es derrotado, ella dispara al criminal en la cabeza frente a Spider-Man y varios oficiales, resultando en su suspensión de la fuerza. En el DLC "Silver Lining", ella lleva a Spider-Man a través de varias escenas de crímenes en Nueva York que fueron obra de Maggia Enforcer e incluyó grabaciones de audio de ella y uno de los intentos de su oficial de acabar con el criminal. Después de que Spider-Man encuentra todas las grabaciones, Yuri lo lleva a una azotea donde se revela que ella mató al ejecutor y lo cubrió con cinta policial de color morado y amarillo. Ella le dice a Spider-Man que lo ha tenido con el sistema y que impartirá justicia a su manera a pesar de las objeciones de su antiguo aliado.[30]